# Centroderecha política

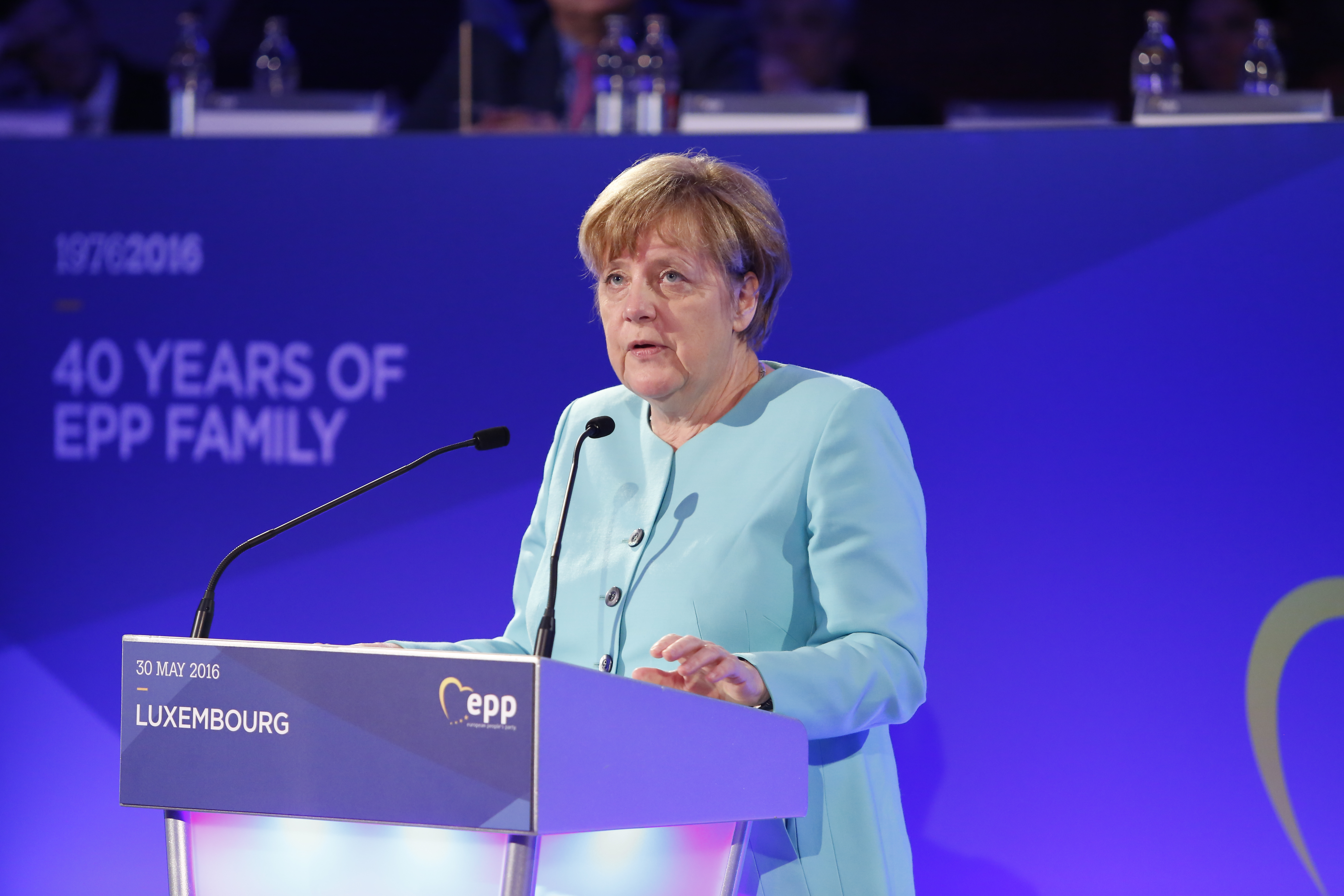
Angela Merkel, ex-canciller federal de Alemania y miembro de la Unión Demócrata Cristiana, hablando ante una conferencia del Partido Popular Europeo

La centroderecha comprende, desde la ciencia política, a las personas u organizaciones que comparten ideologías de derecha y del centro o un intermedio entre ambas. En la práctica política el término es generalmente usado en varios sentidos. Por ejemplo, se ha aplicado a la alianza ocasional de sectores políticos de centro y de derecha.  
Se ha aducido que la centroderecha en Occidente encuadra esencialmente en el conservadurismo laico o secular; además de algunas corrientes del liberalismo y del democristianismo. Su electorado se divide en todas las clases sociales y económicas. Suele entender al estado no solo como garante del orden, sino también como garante de última instancia en materias de bienestar social (ver, por ejemplo, Escuela de Friburgo). Al mismo tiempo partidarios de este punto de vista enfatizan las cualidades éticas que los individuos deben poseer a fin de participar plena y fructuosamente en la vida económica, política y social de una nación. Por ejemplo, responsabilidad tanto personal como social.
Se ha usado el calificativo "centroderecha" o su sinónimo "derecha moderada" para diferenciar este sector de las denominadas derechas radicales, ultraderecha o de extrema derecha. Mientras la centroderecha o derecha moderada está comprometida con la democracia y con el Estado de Derecho, que encuentra sus orígenes en el liberalismo clásico; y por lo tanto está dispuesta a aceptar algunos compromisos o consensos, la derecha "dura" encuentra difícil transigir en algunas posiciones "de principios".
En el caso de coaliciones electorales o parlamentarias, la centro-derecha identificaría al conjunto de formaciones de centro y de derecha.

## Orígenes y fundamentos
Esta versión de centroderecha se puede trazar a la visión de Maquiavelo, quien considera que en toda organización política de una sociedad hay un conflicto social fundamental entre los gobernantes y los gobernados. Para él, el mejor régimen es una República bien organizada, es decir, aquella que logre dar participación a los dos partidos de la comunidad para de esta manera contener ese conflicto político a través de crear y mantener las instituciones necesarias para canalizarlo.
Para Maquiavelo lo importante es la perspectiva general del estado: el interés de este, no el de los particulares, constituye su punto de partida. En su opinión, lo fundamental son las leyes, porque debido a ellas los ciudadanos se comportaran como deben. Sin embargo para Maquiavelo el resguardo de la libertad debe estar en manos del pueblo -quienes desean adquirirla- ya que estos lucharan para mantenerla. Finalmente, para él es necesario un principio moral unificador, que identifica con una religión.
Lo anterior da origen, en varios pensadores a dos visiones diferentes: 
1.- Un "centrismo liberal" que mantiene esa visión de libertad como prevención de intervención excesiva por el Estado -ver totalitarismo -defensa que depende "del pueblo" o los gobernados- pero al mismo tiempo ve la necesidad de promover progreso dentro del orden como un deber moral de la sociedad. Visión que pasando por pensadores tales como Montesquieu, John Stuart Mill, Auguste Comte, etc.: la idea de que progreso industrial trae prosperidad. Se expresan en las propuestas de John Rawls, quien sugiere que una sociedad democrática es sustentada en la cooperación libre y justa entre los ciudadanos, lo que se resume en su visión de "Igualdad de la Libertad": la justicia imparcial, que consiste básicamente en el principio de igual libertad, el principio de justa igualdad de oportunidades y el principio de diferencia.
A nivel político práctico, esta visión da origen a algunas expresiones tales como un partido moderno de centro-derecha, reformista y liberal, responde siempre al mismo prototipo: rigor en los principios, flexibilidad en las estrategias y eficacia en la gestión, el centro-liberal tienen una vocación en la defensa de la sociedad abierta, así como el compromiso inequívoco con la Constitución y la soberanía nacional que en ella se proclama. O "España precisa un centro-derecha moderno; un Partido Popular centrado, moderado, libre de complejos del pasado; abierto a la modernización real de la sociedad española, que él ha contribuido a consolidar, y sin miedos ni perversiones mayores que las lógicas en la confrontación política parlamentaria. Un Partido Popular que valore, sobre todo, su profundo sentido del Estado; es decir, que no colabore en estrategia alguna, y mucho menos la impulse, que busque, consciente o inconscientemente, ganar el Gobierno aun pagando el impagable precio de desprestigiar siquiera subrepticiamente la excelencia del sistema institucional de la democracia española."
2.- La segunda versión derivada de la visión de Maquiavelo también se pueden trazar a través de Montesquieu, quien fue el primero en clasificar los miembros de una sociedad en clases sociales (con anterioridad se utilizaba el término "ranchos" o estamentos) y Lorenz von Stein, quien fue el primero en sugerir que el conflicto social apuntado por Maquiavelo se debe a diferencias de clases -cabe notar que en la opinión de los tres pensadores nombrados, ese conflicto debe ser controlado o evitado-. Posteriormente esta visión fue enriquecida con conceptos derivados del cristianismo -relacionados tanto a una visión cooperativa del "cuerpo político"- que incluye una percepción acerca de los deberes del estado acerca de asegurar una condición digna a los seres humanos. (ver, por ejemplo, Bien común y Justicia distributiva) En esta visión una de las funciones principales de la acción política del Estado es evitar conflictos. lo que se logra a través de esa acción reformista del estado. y
En la práctica política, esta segunda visión ha dado origen al concepto del Estado Social y la Economía Social de Mercado la que ha logrado bastante éxito en países europeos, pero no así en América Latina. Por ejemplo, Álvaro Vargas Llosa observa: "En la centroderecha, dirigentes como el saliente Vicente Fox en México, Elías Antonio Saca en El Salvador y Álvaro Uribe en Colombia entienden que la economía de mercado y el Estado de Derecho son los cimientos de la prosperidad. Dejando de lado a Uribe, concentrado en la guerra contra las narco guerrillas, los líderes de la centroderecha han escogido preservar el statu quo antes que reformarlo. Han mantenido una disciplina monetaria e intentado seducir a inversores extranjeros. Pero han hecho poco para transformar las instituciones fundamentales de sus países, incluido el poder judicial, o de incorporar a la masas a la economía global."
Lo anterior ha dado origen a sugerencias que la centro derecha posee muchos aspectos o matices ( "La nueva centroderecha se presenta de muchas maneras en el mundo. Desde el primario y brutal Pervez Musharraf hasta el mediático y leve Nicolás Sarkozy, pasando por el fríamente numérico Silvio Berlusconi. Todos forman parte de una misma ideología, pero muestran matices marcados.) o que comprende amplios y diversos sectores: "El Parlamento Europeo 2004-2009 se hallará dominado por el centro-derecha, representado por el Partido Popular Europeo (Demócrata Cristiano) - Demócratas Europeos (EPP-ED), con unos 285 escaños de los 732 existentes, y por el Partido Europeo de los Demócratas, Liberales y Reformistas (ELDR), que obtendría unos 73 escaños."

## Características
En la actualidad la centroderecha en los países desarrollados se distingue por tener posiciones tales como:
- A favor del capitalismo como único sistema económico viable, aunque dependiendo del contexto político regional, la centroderecha puede moldear sus posturas económicas. Por ejemplo, en el norte y occidente de Europa es común que partidos de centroderecha acepten economías mixtas, como una economía social de mercado.
- Nivel reducido de impuestos a las empresas, para estimular el ahorro y la inversión (generando mayor crecimiento económico, empleo y recaudación tributaria, según el efecto derrame o goteo).
- Reducción del gasto público (las obras financiadas por el Estado); el endeudamiento del Estado y los déficit fiscales, manteniendo el equilibrio fiscal a fin de reducir o evitar la inflación.
- Dejar en manos del sector privado la mayoría de las empresas (en comparación a la centroizquierda, que combina elementos públicos y privados a discreción), manteniendo aquellas que lo sean bien como empresas del Estado o, preferiblemente, como proyecto público-privado.
- Comercio internacional libre pero dentro de acuerdos que protejan intereses nacionales y regionales, (mercados comunes, acuerdos bilaterales o regionales).
- Racionalización y limitación de los programas sociales.
- Apoya una política penal más dura que el centrismo puro —o la centroizquierda— con los delincuentes, en que se busca castigar más que disuadir, prevenir, proteger o rehabilitar a través de la modificación de las situaciones socioeconómicas que, se alega, conducen al crimen.
- Sostiene una postura algo menos conservadora que la derecha en temas de libertades sociales e individuales.

### Diferencias con otras posiciones políticas
Sus mayores diferencias con las fuerzas de centroizquierda radican en que estas últimas quieren mayor gasto público, menos reducciones de impuestos y un equilibrio fiscal más flexible, lo que se expresa como la defensa del centro izquierdismo, ya del estado del bienestar como de concepciones más amplias del estado social. 
A diferencia del centrismo puro, la centroderecha tiende a por un lado a ser nacionalista -o regionalista- y al mismo tiempo incorpora algunas posiciones o valores "de principio". En ese sentido, hereda de la derecha el concepto de que el mejor gobierno es aquel que está más cerca de las costumbres y valores del pueblo, lo que a veces se traduce en una influencia de valores religiosos en el accionar político.
A diferencia de la derecha, la centroderecha reconoce un papel legítimo -aunque limitado- al actuar económico del gobierno y al actuar político de las instituciones que, en la tradición cristiana se ven como intermedias entre el individuo o la familia y el estado: desde asociaciones de vecinos a organismos sindicales y partidos políticos- tienen no solo el derecho a actuar en representación de sus miembros sino a que el estado delegue o devuelva poderes a ellos y "subsidie" su existencia (ver principio de subsidiariedad).